# Odd Lundberg
Odd Harald Lundberg  (* 3. Oktober 1917 in Brandbu; † 7. März 1983 in Oslo) war ein norwegischer Eisschnellläufer.
Lundberg gewann bei den Olympischen Winterspielen 1948 in St. Moritz Bronze über 1500 Meter und Silber über 5000 Meter. 
Er wurde 1948 in Helsinki Mehrkampf-Weltmeister. 1949 errang er bei der Weltmeisterschaft noch eine Bronzemedaille und 1950 eine Silbermedaille.  